# Quadrilatera
Quadrilatera is een monotypisch geslacht van uitgestorven tweekleppigen uit de familie van de Noetiidae.

## Soort
- Quadrilatera januaria (Marwick, 1926) †